# MP 73

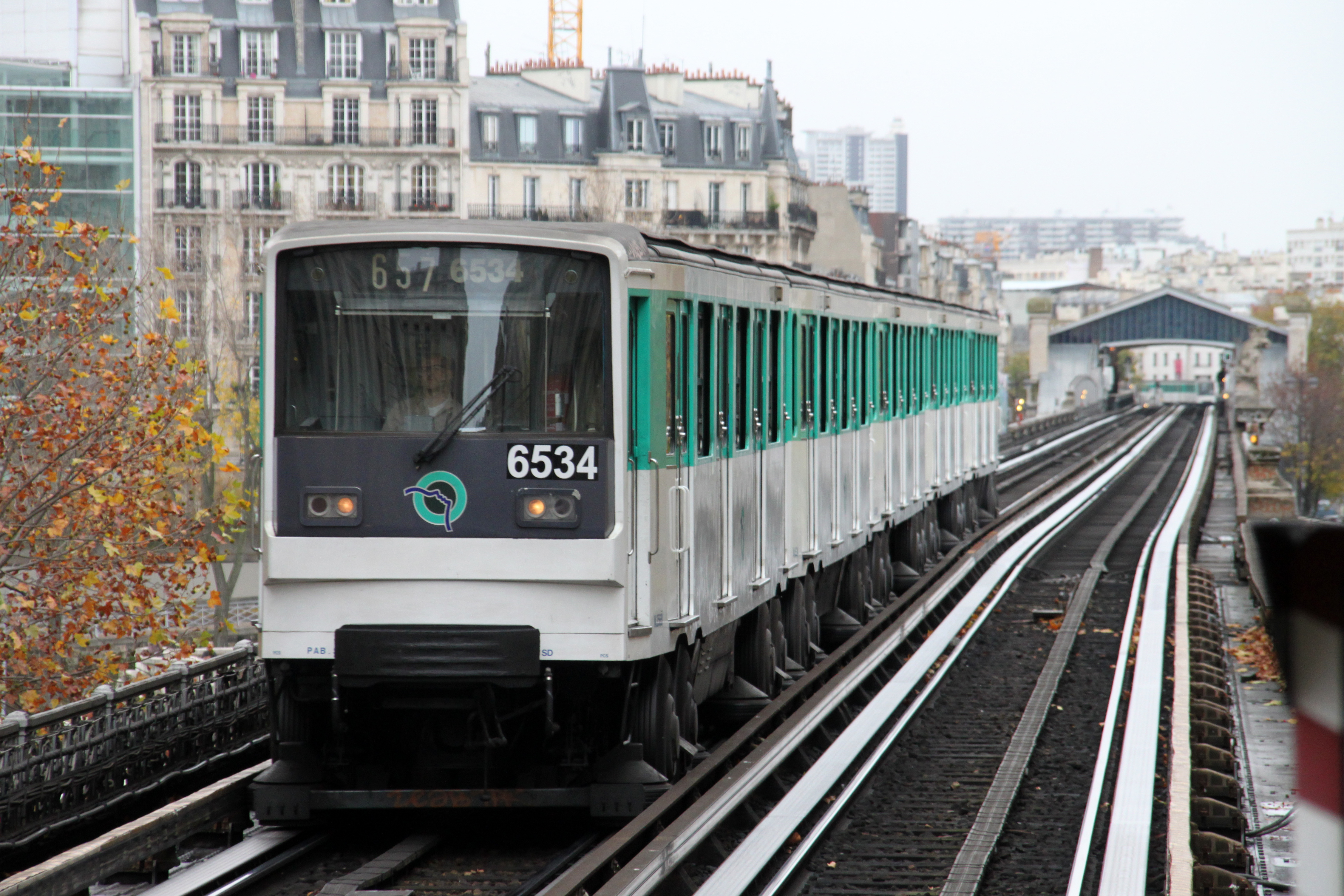
Tren en la línea 6 a la Estación Passy.

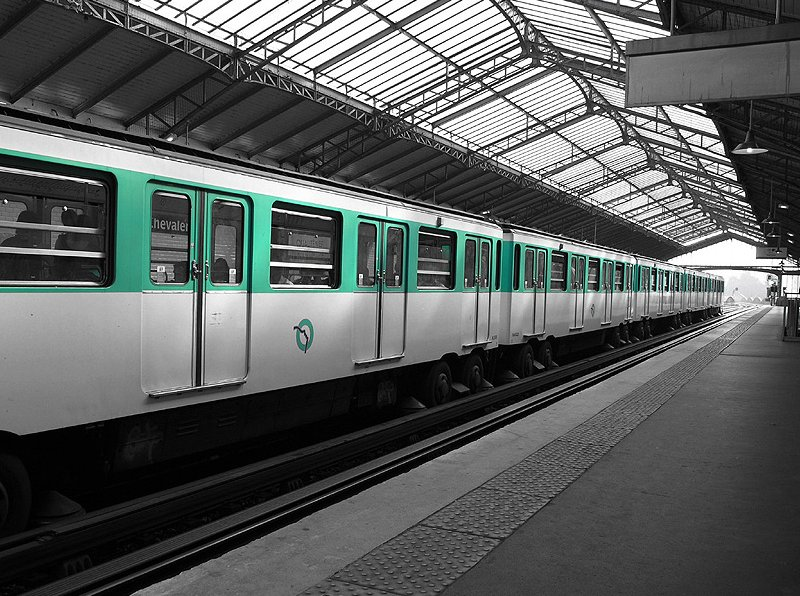
Tren en la línea 6 a la Estación Chevaleret.

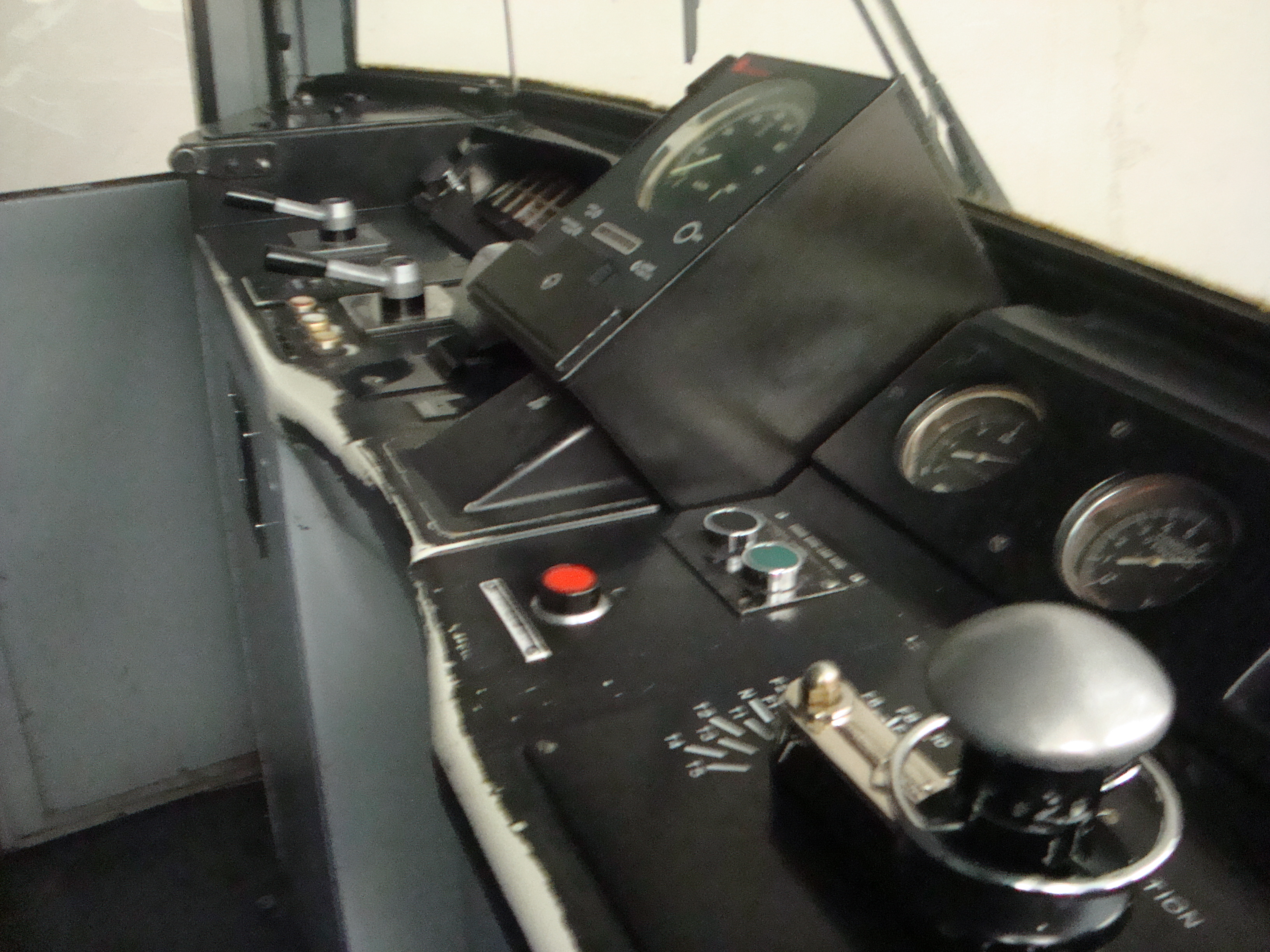
Cabina de un MP 73

El MP 73 (Matériel roulant sur Pneumátiques 1973) es el segundo modelo de tren sobre neumáticos del Metro de París, diseñado y construido por Alstom en Francia. En total son 36 trenes, y circulan por la línea 6 del Metro de París.

## Historia
Después del equipo de la línea 4 en matérial de neumáticos, la junta considera la conversión de líneas de rodadura férrea pero también en los neumáticos es demasiado largos y costosos para ser generalizado en un plazo compatible con la sustitución de las mayores rodante. A continuación, se desarrolla un material rodante de rodadura férrea, el MF 67 para reemplazar rápidamente a los trenes viejos Sprague-Thomson. Sin embargo la línea 6 de metro que tiene una ruta aérea de casi la mitad de su longitud, este es un nuevo material en el que se selecciona del neumático, para limitar el ruido y las vibraciones en contra de los residentes.
Este nuevo material, denominado MP 73 tiene una serie diferente de los otros equipos en los neumáticos con caras angulares similares a los MF 67, y entregó un nuevo azul real (azul medio movió hacia atrás) en las faldas y top color gris claro para soportar mejor la transición a la lavadora y, especialmente, de las limitaciones de funcionamiento en gran medida fuera. El interior es de color gris claro uniforme. Los trenes tienen cinco coches, dos lodges de motor con la conducción, sin motor lodge, remolque de primera clase y segunda clase. Los camiones están equipados con neumáticos estriados "ZZ" para mejorar la tracción en los segmentos de aire en la lluvia.
Los cincuenta trenes MP 73 construidos en 1974 en un tiempo récord, fueron comisionados entre 1 y 31 de julio de 1974. Son especialmente populares entre los residentes locales por su ruido mucho más bajos que los trenes antiguos de rodadura férrea que sustituyen: de acuerdo con las mediciones realizadas en los puentes peatonales durante la puesta a la misma velocidad y la altura del primer piso de los edificios, los MP 73 al 67 5 dB con frente de 80 dB para los trenes Sprague-Thomson. Dentro de los trenes, el ruido medido también disminuye significativamente 82 a 64 dB.
Los trenes funcionan con piloto automático del 10 de febrero de 1975. Hasta 1975, los MP 73 en la línea 6 al lado de los pocos trenes que quedan Sprague-Thomson. Algunos trenes son inmediatamente se transformó en edificio hasta 1979, en la línea 4, y hasta 1999, línea 11:
- en la línea 4, se frotan los neumáticos MP 59 trenes son alargadas y seis coches como el MP 59 en esta línea de 1976 a 1979;

El tren 6550 (M3599-N4550-A6550-B7050-?-M3600) se distribuyó en la línea 6 a lo largo de otro tren MP 73 en coches también.
- en la línea 11, en 1976 y 1978, se presentaron con la MP 55, los primeros trenes sobre neumáticos construidos entre 1956 y 1958, y como estos últimos con cuatro coches.

El MP 73 fue el primer material que estar en el origen de acristalamiento puertas interiores de la casa de campo y pasarelas. Fue la segunda estrella de la película Miedo de la ciudad donde Jean-Paul Belmondo se subió a la azotea. Más tarde, varias personas trataron de replicar la misma hazaña, que terminó en un accidente fatal.
Desde 1996, la RATP llevó a cabo la renovación de los trenes de MP 73. El primer tren reformado fue el 6529 (M.3557-B.7029-A.6529-N.4529-M.3558) en 1997. Esta renovación supone un nuevo frente negro como el MP 59 renovadas y los MF 67 de las líneas 3, 3 bis y 9, los asientos de cuero de repuesto con asiento antilacerative y nuevos colores para el interior predominantemente verde. La iluminación fluorescente también se ha mejorado. La renovación de toda la serie comenzó en septiembre de 1998 después de probar con el 6529 que sirvió como prototipo renovación. Se llevó a cabo conjuntamente por la RATP y los talleres RATP de Fontenay y Boissy y talleres Cannes La Bocca Industrias. La primera serie fue renovada tren de nuevo en línea, en abril de 1999. El programa de renovación se completó en 2002. En 2012, todos los trenes MP 73 en servicio están renovados.

## Uso
El MP 73 todo el trabajo ahora en la línea 6 con cuarenta y cinco trenes. Todos los MP 73 consisten de cinco coches:
- 1 Coche Motor con Cabina de Conducción M;
- 1 Coche Motor sin Cabina de Conducción N;
- 1 Coche Remolque (antes de 1 ª) clase A;
- 1 Coche Remolque (antes de 2.ª)clase B;
- 1 Coche Motor Con Cabina de Conducción M;

## Numeración
Las cajas de la MP 73 se numeran como sigue:
- M.3501 a 3602 por conducir con cabina con un total de 102, M.3601 y 3602 sujeto a ser el origen;
- N.4501 a 4550 por conducir sin cabina;
- A.6501 a 6550 para los remolques ex primera clase, varios remolques darán un tren;
- B.7001 a 7050 para los remolques ex segunda clase.

Los trenes del MP 73 se numeran 6501-6550. Incluso si el extremo de accionamiento no siempre coincide con el número de tren se corresponde con el nombre del remolque A. Por ejemplo, un tren de composición normal comprende los siguientes coches M.3501, N.4501, A.6501, B.7001 y M.3502. Incluso si el tren tenía una composición no coinciden, el número sería 6501.
Una composición no coincidentes puede comprender, por ejemplo, los siguientes coches M.3582, N.4502, A.6502, B.7002 y M.3581. En este tren, los números del lado de accionamiento no coinciden con el otro motor debe ser el final M.3503 en lugar de la M.3581, por un lado, y M.3504 en lugar de M.3582, por otro lado. A pesar del número del tren es 6502 debido a que el número del remolque es A 6502.

## Flota

Esquema de un tren de neumáticos MP 73.

De los 50 productos MP 73, solamente 36 están en circulación. Desde 1986 hasta la última reforma de MP 55 en enero de 1999, siete de MP 73 distribuido en formación de cuatro coches, incluyendo la MP 86 (ver abajo). Posteriormente, regresó en la línea 6, cuando regresó a formación de cinco coches. Ellos fueron compuestas como sigue:
- M.3504-N.4502-A.6502-M.3503;
- M.3512-N.4506-A.6506-M.3511;
- M.3592-N.4546-A.6546-M.3591;
- M.3514-N.4507-A.6548-M.3513;
- M.3510-N.4505-A.6549-M.3509;
- M.3600-B.7006-B.7050-M.3599 (designado 7006, para diferenciarla del tren 6506, numerado como 06);
- M.3508-N.4504-B.7049-M.3507 (designado 7049, para diferenciarla del tren 6549, numerado como 49).

El remolque A.6550 se reformó tras un descarrilamiento en la aguja de la conexión entre las líneas 11 y 3.
Los elementos de otro MP 73 se mezclan con elementos de MP 59. Por lo tanto, dos trenes híbridos, los números 001 y 002 han circulado en la línea 4 durante unos años y cuatro compuestos con tres remolques B., dos trenes asignado a la línea 11 (B.7002 y B.7004), ambos trenes ya no existe, ya que la reforma de los elementos de MP 59, los tres remolques MP 73 fueron reasignados a sus respectivos trenes, aunque el B.7002 y B.7004 ahora están excluidas de la cotización también:
- M.3231-N.4213-A.6001-B.7004-N.4214-M.3232;
- M.3191-N.4173-B.7002-B.7047-N.4174-M.3192.

No se excluye que en la reforma de los MP 59 en línea 11, alrededor del MP 73 puede verse afectada.
Tres MP 73 han visto algunos de sus elementos de sufrir accidentes entre los años 1990 y 2000. Así, los tres trenes fueron retirados y artículos todavía en condiciones de trabajo pueden consultarse en otros trenes que ayudó a reformar la mayoría de los "malos" los coches. Los elementos del tren de 6550, entre otros, fue el prototipo de los trenes MP 86 del metro de Marsella. La M.3584 estaba en la cúspide de la Briche, bordeando en Saint-Denis y Epinay-sur-Seine, pero desde entonces ha sido respaldada por un individuo. Los N.4504 y B.7044 están estacionados en los bucles de la Place d'Italie y el M.3509 con piezas utilizadas en la Nation, también estacionados en un bucle.
Los M.3601 y M.3602 eran originalmente de repuesto del motor, pero se han utilizado: la M.3601 reemplaza al M.3515 en el tren 6508, y M.3602, habiendo servido como prototipo para el Metro de Lyon se reforma.
| Número | Composición                        | Estado       | Actividad |
| ------ | ---------------------------------- | ------------ | --------- |
| 6501   | M.3502-N.4501-A.6501-B.7001-M.3501 | En Servicio  |           |
| 6502   | M.3582-N.4541-A.6502-B.7042-M.3581 | En Servicio  |           |
| 6503   | M.3506-N.4503-A.6503-B.7003-M.3505 | Dado de Baja |           |
| 6504   | -N.4504-A.6504-B.7004-             | Dado de Baja |           |
| 6505   | M.3510-N.4505-A.6505-B.7005-M.3513 | En Servicio  |           |
| 6506   | M.3512-N.4506-A.6506-B.7006-M.3511 | En Servicio  |           |
| 6507   | M.3514-N.4507-A.6507-B.7007-M.3543 | En Servicio  |           |
| 6508   | M.3516-N.4508-A.6508-B.7008-M.3601 | En Servicio  |           |
| 6509   | M.3518-N.4509-A.6509-B.7009-M.3517 | En Servicio  |           |
| 6510   | M.3520-N.4510-A.6510-B.7010-M.3519 | En Servicio  |           |
| 6511   | M.3522-N.4511-A.6511-B.7011-M.3521 | En Servicio  |           |
| 6512   | M.3524-N.4512-A.6512-B.7012-M.3523 | En Servicio  |           |
| 6513   | M.3526-N.4513-A.6513-B.7013-M.3525 | En Servicio  |           |
| 6514   | M.3528-N.4514-A.6514-B.7014-M.3527 | En Servicio  |           |
| 6515   | M.3530-N.4515-A.6515-B.7015-M.3529 | En Servicio  |           |
| 6516   | M.3532-N.4516-A.6516-B.7016-M.3531 | En Servicio  |           |
| 6517   | M.3534-N.4517-A.6517-B.7017-M.3533 | Dado de Baja |           |
| 6518   | M.3536-N.4518-A.6518-B.7018-M.3535 | En Servicio  |           |
| 6519   | M.3538-N.4519-A.6519-B.7019-M.3537 | En Servicio  |           |
| 6520   | M.3540-N.4520-A.6520-B.7020-M.3539 | En Servicio  |           |
| 6521   | -N.4521-A.6521-                    | Dado de Baja |           |
| 6522   | M.3544-N.4522-A.6522-B.7022-M.3503 | En Servicio  |           |
| 6523   | M.3546-N.4523-A.6523-B.7023-M.3545 | Dado de Baja |           |
| 6524   | M.3548-N.4524-A.6524-B.7024-M.3547 | En servicio  |           |
| 6525   | M.3550-N.4525-A.6525-B.7025-M.3549 | En Servicio  |           |
| 6526   | M.3552-N.4526-A.6526-B.7026-M.3551 | En Servicio  |           |
| 6527   | M.3554-N.4527-A.6527-B.7027-M.3553 | En Servicio  |           |
| 6528   | M.3556-N.4528-A.6528-B.7028-M.3555 | En Servicio  |           |
| 6529   | M.3558-N.4529-A.6529-B.7029-M.3557 | En Servicio  |           |
| 6530   | M.3560-N.4530-A.6530-B.7030-M.3559 | En Servicio  |           |
| 6531   | M.3508-N.4531-A.6531-B.7031-M.3507 | En Servicio  |           |
| 6532   | M.3564-N.4532-A.6532-B.7032-M.3563 | En Servicio  |           |
| 6533   | M.3566-N.4533-A.6533-B.7033-M.3565 | En Servicio  |           |
| 6534   | M.3568-N.4534-A.6534-B.7034-M.3567 | Dado de Baja |           |
| 6535   | M.3570-N.4535-A.6535-B.7035-M.3569 | Dado de Baja |           |
| 6536   | M.3572-N.4536-A.6536-B.7036-M.3571 | Dado de Baja |           |
| 6537   | M.3574-N.4537-A.6537-B.7037-M.3573 | Dado de Baja |           |
| 6538   | M.3576-N.4538-A.6538-B.7038-M.3575 | En Servicio  |           |
| 6539   | M.3578-N.4539-A.6539-B.7039-M.3577 | En Servicio  |           |
| 6540   | M.3580-N.4540-A.6540-B.7040-M.3579 | En Servicio  |           |
| 6541   | -A.6541-B.7041-                    | Dado de Baja |           |
| 6542   | M.3542-N.4542-A.6542-B.7021-M.3541 | Dado de Baja |           |
| 6543   | M.3586-N.4543-A.6543-B.7043-M.3585 | En Servicio  |           |
| 6544   | M.3588-N.4544-A.6544-M.3587        | Dado de Baja |           |
| 6545   | M.3590-N.4545-A.6545-B.7045-M.3589 | En Servicio  |           |
| 6546   | M.3592-N.4546-A.6546-B.7046-M.3591 | En Servicio  |           |
| 6547   | M.3594-N.4547-A.6547-B.7047-M.3593 | En Servicio  |           |
| 6548   | M.3596-N.4548-A.6548-B.7048-M.3595 | Dado de Baja |           |
| 6549   | M.3598-N.4549-A.6549-B.7049-M.3597 | En Servicio  |           |
| 6550   | M.3600-N.4550-A.6550-B.7050-M.3599 | Dado de Baja |           |

## Características
El MP 73 está limitado a 70 km / h y tiene un actuador de tracción suministrada con 72 V en lugar de 750 V. Cada motor está equipado con cuatro motores de 145 caballos de fuerza que se ejecuta en 750 voltios. Son controlados por levas JH baja tensión con treinta muescas. Frenado once manipulador muescas; completamente neumática, que está controlada por la válvula de solenoide.
Los neumáticos acanalados, cajas ligeras, una nueva estética de la parte delantera y asientos más cómodos. Están equipados con el mismo motor (TIPO MP4) que el MP-68, del Metro de la Ciudad de México.

## Otras versiones

### MP 86
El MP 86 era un MP 73 con prueba de motores y suspensiones del MPM76 del Metro de Marsella que montó en la línea 11 del Metro de París, al menos hasta 1999 que es la composición M-R-R-M.
Obviamente, RATP, no quiere comunicar en este prototipo, hay poca información disponible. Sin embargo, un taller para el personal interrogatorio de Châtelet [¿Qué?] Tiene que saber que el MP 86 fue equipado con ejes de peso pesado Renault VI y limpiaparabrisas Faiveley. Estos camiones fueron de marca ANF, motores de tracción eran Alsthom tipo MP 41 A.
La composición de la MP 86, y también se conoce en la forma M-B-B-M, dos lodge motor con (M) y dos remolques del tipo (B). Uno de los dos equipos de remolques incluye piloto automático, por lo general se encuentra en una conducción de 1 ª clase sin casas y sin una casa de remolque de 1 ª clase. La marcación es la siguiente, M n ° 3599 y 3600, & B n º 7006 y 7050. Una foto del prototipo MP 86 es visible en el libro El metro de París Gaston Jacobs (página 107), donde el tren a la derecha de MP 55 N º 5513 es el tren N º 7006, con lo que el número de remolques. Ya no es posible encontrar el tren que fue golpeado. Solamente el coche B.7006 todavía existe y circula en el MP73 N º 6506.

### NS 74
La versión derivada de este material rodante para el Metro de Santiago se llama NS-74 operándose en composiciones de 5 a 7 Coches por tren. 

### MP 82
La versión derivada de este material rodante para el Metro de la Ciudad de México se llama MP-82 en composición de 9 coches por tren, pudiendo operar también con 6 coches en líneas de baja afluencia (Actualmente dichos trenes fueron rehabilitados y fiabilizados por la misma Alstom).
- Wikimedia Commons alberga una categoría multimedia sobre MP 73.

- Datos: Q2524172
- Multimedia: MP 73 / Q2524172